# Sven Åberg (Lautenist)
Sven Åberg (* 1963) ist ein schwedischer Lautenist, Theorbist, Gitarrist und Musikpädagoge.

## Leben
Sven Åberg wuchs als Kind einige Zeit in Spanien und Peru auf. Seine musikalische Laufbahn begann als Gitarrist mit einem besonderen Interesse an der Gitarrenliteratur des 15. bis 17. Jahrhunderts. Diese Leidenschaft führte ihn zur Laute, auf die er sich im Rahmen der Alten-Musik-Bewegung der 1980er Jahre spezialisierte. In dieser Zeit, als das Lautenspiel kaum etabliert war, eignete er sich viele Kenntnisse autodidaktisch an. Sein Fokus lag auf Renaissance- und Barocklauten, wodurch er sich der Alten Musik und der Historischen Aufführungspraxis widmete. 
Åberg war Mitglied verschiedener Ensembles und trat in Schweden und international bei Barockaufführungen auf.  Seit 1990 gehört er dem Drottningholm Barockensemble an. Als Continuospieler widmete er sich intensiv der Begleitpraxis des Basso Continuo, die durch improvisatorische Elemente geprägt ist.
In Zusammenarbeit mit dem Flötisten Göran Månsson entdeckte Åberg die schwedische Volksmusik. Aus ursprünglich freiem Musizieren, eher ein Hobby, entwickelte sich eine enge musikalische Partnerschaft, die auch wieder in ernsthaften CD-Produktionen mündete. Mit dem Pianisten Mikael Jöback gründete er mit Tango Libre ein Trio, das später zu einem Quartett erweitert wurde und 1999 eine CD mit Arrangements Jöbacks und Åbergs veröffentlicht hat. Ferner spielt er im Ensemble Silfver, mit welchem er eine gleichnamige CD eingespielt hat, deren Musik sich zwischen Folk und Barockmusik bewegt. Er war in den 1990er Jahren vier Jahre lang künstlerischer Leiter des Festivals Lyssna in Kalmar. Im Jahr 2006 war er bei der Vadstena-Akademie Dirigent und Musikalischer Leiter des Opernprojektes I natt! I natt! mit Musik aus dem 16. Jahrhundert und Improvisationen. Er schrieb Musik für Theateraufführungen und Hörspiele.
Åberg ist Dozent für Laute und Kammermusik an der Kungl. Musikhögskolan KMH [Königliche Musikhochschule] in Stockholm. Er unterrichtet Renaissance- und Barocklaute, Barockgitarre, Theorbe und andere Saiteninstrumente dieser Zeit. Neben Soloinstrumentalspiel unterrichtet er Generalbassspiel. Ein weiterer Fokus seiner Lehre ist die Kammermusik mit besonderer Berücksichtigung der Vokalmusik des 17. Jahrhunderts und deren Verbindung von Text, Musik und Aufführungspraxis. Er leitet Seminare zur rhythmischen Notation der Renaissance sowie zur Improvisation in der Alten Musik und bietet praktische Kurse zur Entwicklung stilistischer Improvisation an.
Neben der Alten Musik und Volksmusik widmete sich Åberg der zeitgenössischen Musik und experimentierte mit historischen Instrumenten in neuen Kontexten. Er komponierte zudem Musik für Theater- und Hörspielproduktionen und spielte Mandolinstimmen in Werken von Schönberg, Mahler und Donatoni.

### Berufskompetenzforschung
Anfang der 2000er Jahre begann Sven Åberg an der Königlichen Musikhochschule (KMH) mit der Anwendung von Methoden der Berufskompetenzforschung, die in Zusammenarbeit mit der Königlichen Technischen Hochschule (KTH) entwickelt wurden. Ziel war die systematische Übertragung von beruflicher Erfahrung innerhalb der Musikhochschule. Erste Projekte fokussierten auf die Lehrpraxis im klassischen Gesang. Ein Schwerpunkt seiner Arbeit liegt auf Dialogseminaren, die durch strukturierten Austausch berufliche Handlungsmuster analysieren und weiterentwickeln. Ergebnisse aus diesen Projekten werden in der Schriftenreihe Spelplats veröffentlicht. Später leitete Åberg ein Forschungsprojekt zur Lehrmethode des Pianisten Gunnar Hallhagen, das die künstlerische Praxis und deren Weitergabe untersuchte. Die Ergebnisse dieses Projekts wurden im Buch Spegling dokumentiert. Åbergs Arbeit mündete in eine Promotion im Bereich Berufskompetenz und Technologie. Weitere Projekte befassten sich mit Schulmanagement und der Reflexion beruflicher Entscheidungsprozesse.

## Werke (Auswahl)
- Spelrum, 2008. ISBN 978-91-7178-913-6 (schwedisch)
- Styles and Actions. Paradoxes and Agreements in the Conservatory Teacher\s Practice. 2010 ISBN 978-91-7335-024-2 (englisch)
- Vana, minne och analogiskt tänkande [Gewohnheit, Erinnerung und analoges Denken]. 2011, ISBN 978-91-86659-04-2 (schwedisch)

## Einspielungen (Auswahl)
- The Contemporary Lute [Die zeitgenössische Laute] Peter Söderberg, Laute und Theorbe; Sven Åberg. Laute und Theorbe; Leif Henriksson, Bassviole. Aufgenommen 1990 und 1991. Veröffentlicht 1991 bei Alice Musik Produktion. I Karlheinz Stockhausen: Tierkreis II Ingvar Karkoff (* 1958): Vier Duette für zwei Lauten III John Cage: Dream IV Steve Reich: Piano Phase
- Oknytt Göran Månsson und Sven Åberg. Veröffentlicht 1996 beim Label Prophone
- Tango Libre. Mikael Augustsson, Bandoneon; Jonas Dominique, Bass; Sven Åberg, Gitarre, E-Gitarre, Laute; Mikael Jöback, Klavier; Anna Lindal, Violine. Veröffentlicht 1999 beim Label BIS. Aufgenommen im Frühjahr 1998
- Spår Göran Månsson und Sven Åberg. Veröffentlicht 2000 beim Label Ear Ethno
- Älvdans Göran Månsson und Sven Åberg. Veröffentlicht 2009 beim Label Db Productio
- Silfver Pelle Björnlert, Violine; Johan Hedin, Nyckelharpa; Nora Roll, Viola da Gamba;  Sven Åberg. Laute. Veröffentlicht 2012 beim Label Dimma